# دیان لام
دیان لام (انگلیسی: Dion Lam) بازیگر و طراح صحنه‌های اکشن اهل هنگ کنگ است.
از فیلم‌ها یا مجموعه‌های تلویزیونی که وی در آن‌ها نقش داشته‌است، می‌توان به قاتل، شلیک مستقیم او، شرط‌بندی برتر، شماره یک، سامورایی آمریکایی، آخرین قهرمان در چین، اعدام‌کنندگان، زخم‌های کهنه، آواره مجنون دیوانه، امور دوزخی، مرد عنکبوتی ۲، کونگ‌فوی مرگبار، انقلاب‌های ماتریکس، بارگذاری مجدد ماتریکس، میمون آهنی و ماتریکس اشاره نمود.